# Springer (Új-Mexikó)
Silver City város az USA Új-Mexikó államában, Colfax megyében. Lakosainak száma 931 fő (2020. április 1.).

## Népesség
A település népességének változása:
| Lakosok száma | 550  | 1047 | 931  |
|               | 1910 | 2010 | 2020 |